# Shílovka (Krasnodar)
Shílovka (del ruso: Ши́ловка) es un jútor del raión de Yeisk del krai de Krasnodar, en Rusia. Está situada a orillas del mar de Azov, 41 km al sur de Yeisk y 155 km al noroeste de Krasnodar, la capital del krai. Tenía 108 habitantes en 2010.
Pertenece al municipio Yasénskoye.
Se encuentra entre el extremo noroccidental de las playas arenosas del lago Jánskoye y la costa del mar de Azov.

## Educación
Las escuelas más cercanas se encuentran en Yasénskaya o Yasénskaya Pereprava.

## Economía
En el pasado en el pueblo tenía importancia la pesca y la extracción de sal del lago para la conservación del pescado. En los alrededores de la localidad se han detectado yacimientos de gas natural por lo que se están realizando prospecciones.
La estación de ferrocarril más cercana está en Yeisk.